# アシル-(アシル輸送タンパク質)デサチュラーゼ
アシル-[アシル輸送タンパク質]デサチュラーゼ（acyl-[acyl-carrier-protein] desaturase）は、不飽和脂肪酸生合成酵素の一つで、次の化学反応を触媒する酸化還元酵素である。
ステアロイル-[アシル輸送タンパク質] + 還元型受容体 + O2 {\displaystyle \rightleftharpoons } オレオイル-[アシル輸送タンパク質] + 受容体 + 2 H2O
この酵素の基質はステアロイル-[アシル輸送タンパク質]、還元型受容体とO2で、生成物はオレオイル-[アシル輸送タンパク質]、受容体とH2Oである。補因子としてフェレドキシンを用いる。
組織名はacyl-[acyl-carrier protein],hydrogen-donor:oxygen oxidoreductaseで、別名にstearyl acyl carrier protein desaturase、stearyl-ACP desaturase、acyl-[acyl-carrier-protein], hydrogen-donor:oxygen oxidoreductaseがある。